# Josef Ibrahim
Josef Ibrahim, född 13 mars 1991 i Örebro, är en svensk fotbollsspelare (mittfältare) med libanesiskt ursprung som spelar för BK Forward. Han har även spelat för AFC Eskilstuna och Örebro SK i Svenska Futsalligan. Han har 2015 varit med och vunnit Finska Cupen och 2016 vunnit finska Veikkausliiga med IFK Mariehamn.

## Karriär
Den 27 december 2010 skrev Ibrahim på för Örebro SK och lämnade moderklubben BK Forward. I augusti 2013 lämnade han Örebro SK för åländska IFK Mariehamn, som senare förlängde kontraktet med yttermittfältaren. I november 2014 förlängde han sitt kontrakt med två år. Säsongen 2016 vann IFK Mariehamn Tipsligan och Ibrahim blev således finsk mästare.
I december 2016 värvades Ibrahim av Syrianska FC, där han skrev på ett tvåårskontrakt. I juli 2017 lämnade Ibrahim klubben då han inte fått regelbunden speltid. Han gick kort därefter till sin moderklubb BK Forward. Den 28 april 2018 gjorde Ibrahim ett hattrick i en 4–1-vinst över Arameisk/Syrianska IF.
Den 10 augusti 2018 värvades Ibrahim av Degerfors IF, där han skrev på ett 2,5-årskontrakt. I februari 2019 lånades Ibrahim tillbaka till BK Forward på ett låneavtal över säsongen 2019. Den 24 december 2019 meddelade BK Forward att Ibrahim stannade kvar i klubben och att han hade skrivit på ett tvåårskontrakt. Under säsongen 2021 gjorde han 30 mål i Division 2. I januari 2022 skrev Ibrahim på ett nytt flerårskontrakt med BK Forward. Efter säsongen 2022 lämnade han dock klubben.
Inför säsongen 2023 värvades Ibrahim av Örebro Syrianska IF. I augusti 2023 gick han till IFK Eskilstuna. Inför säsongen 2024 återvände Ibrahim till BK Forward.